# Yavanna Kementári
Yavanna Kementári é um personagem fictício da obra O Silmarillion, de J. R. R. Tolkien.
Ela era uma Valië e um dos Aratar, e portanto também um dos Ainur. Era a responsável pelo crescimento de todas as frutas e criara todas as coisas que respiram e crescem, todas as árvores e animais. Residia nas Pastagens de Yavanna, no sul de Valinor, e era a esposa de Aulë e a irmã mais velha de Vána.
Yavanna partilha semelhanças com as deusas clássicas Deméter, associada ao crescimento das colheitas e à fertilidade, e Gaia, a "Mãe-Terra".

## História
Na Música dos Ainur, Yavanna cantara sobre galhos de grandes árvores que receberiam a chuva de Manwë e Ulmo, e algumas árvores cantariam para Ilúvatar. Diz-se que esta foi a conceção dos Pastores das Árvores. O seu pensamento também se encontrou com o de Manwë, marcando a chegada das Grandes Águias.
No início dos dias, ela plantou e fez crescer os primeiros dos Olvar (árvores e plantas), que havia preparado há muito tempo. E no princípio essas coisas prosperaram por um tempo, tal como todas as outras coisas que os Valar nutriam e cuidavam. Melkor, no entanto, a partir de Utumno enviou os seus venenos para as veias do mundo, destruindo a Primavera de Arda. Assim, as obras de Yavanna adoeceram e apodreceram. Pouco depois, Melkor atacou e destruiu as Duas Lâmpadas, destruindo o mundo.
Após a destruição das Duas Lâmpadas, grande parte da vida na Terra-média adormeceu no Sono de Yavanna, que durou até ao nascer da Lua e do Sol.
Por tal, os Valar retiram-se para Aman e criam Valinor. Sobre o monte verde de Ezellohar, Yavanna sentou-se e cantou enquanto os outros Valar a ouviam. A sua canção, chorada por Nienna, fez nascer as Duas Árvores — a sua maior e mais bela criação — que deu luz à terra. Contudo, Yavanna não abandonou as Terras Exteriores; às vezes ela ia até lá e curava as feridas de Melkor, incitando também os outros Valar a guerrear contra ele antes do Despertar dos Elfos.
Depois de Ilúvatar permitir a sobrevivência das criações de Aulë, os Anões, Yavanna temeu que eles cortassem todas as árvores da Terra-média. Em resposta, Aulë disse-lhe que até os Elfos e os Homens, os verdadeiros Filhos de Ilúvatar, precisariam das suas árvores. Yavanna lamentou-se então a Manwë, questionando se alguma coisa que ela tivesse feito estaria livre do domínio de outros. Manwë levou as suas preocupações a Ilúvatar em oração, e Eru teve de facto piedade de Yavanna — respondeu à sua súplica criando os Ents para protegerem as árvores.
Quando os Elfos construíram Tirion, Yavanna moldou a árvore Galathilion, uma réplica menor de Telperion, a fim de ser colocada na praça sob a Mindon Eldaliéva.
Após a destruição das Duas Árvores, Yavanna examinou os seus restos e disse que conseguiria curá-las se usasse a luz dos silmarils. Esta luz foi-lhe negada pela vontade de Fëanor. Todavia, Yavanna e Nienna conseguiram trazer uma última flor de prata de Telperion e um último fruto dourado de Laurelin. Ela entregou-os ao seu marido, que lhes fez recipientes e assim criou a Lua e o Sol para iluminar o mundo.
Para os Homens que combateram ao lado dos Valar na Guerra da Ira, a terra de Andor foi erguida por Ossë, estabelecida por Aulë e enriquecida por Yavanna.
Posteriormente, quando os Valar enviaram emissários para as terras mortais, Yavanna pediu ao Maia Curumo para levar o seu servo, Aiwendil, com ele.

## Etimologia
Em quenya, Yavanna significa "Doadora de Frutos" (yáve = fruto + anna = dádiva). Já Kementári, o seu epíteto, traduz-se como "Rainha da Terra" (kemen = a Terra + tari = rainha), nome este que aparece pela primeira vez como Kémi, da raiz KEME (do gnomish Címir).
Em sindarin parece ter sido apelidada de Ivon ("Doadora de Frutos"), mas tal só é atestado pelo termo Ivonwin ("Donzelas de Yavanna"). Outra variante é possivelmente Ivann, vista no nome do mês de Ivanneth (Yavannië em quenya).
Uma outra versão antiga do seu nome seria Palúrien ("Senhora da Vasta Terra"). Variações deste nome foram Palurin ("o vasto mundo"), Belaurin, B(a)laurin e Bladorwen.

## Outras versões do legendário
Noutras versões, Aulë e Yavanna são os pais de Oromë e Nessa, e Lëa-vinya e Gwendeling pertenciam aos Maiar de Yavanna. Além disso, em vez de Yavanna, noutras versões é Vána que faz Laurelin dar o seu último fruto.

## Fragmento deO Silmarillion
«[...] Yavanna, a Dadora de Frutos. Ama todas as coisas que crescem em terra, e todas as suas incontáveis formas conserva na memória, das árvores como torres das florestas de há muito tempo ao musgo das pedras ou às pequenas e secretas coisas do bolor. Em reverência, Yavanna fica a seguir a Varda entre as rainhas dos Valar. Com forma de mulher, é alta e veste de verde, mas às vezes assume outras formas. Há quem a tenha visto erguida como uma árvore sob o céu, coroada pelo Sol, e de todos os seus ramos corria um orvalho dourado para a terra árida, a qual terra se tornava verde de trigo; [...] Kementári (Rainha da Terra) lhe chamam na língua eldarin.»

## Maiar de Yavanna
- Aiwendil (Radagast), que foi enviado como um dos Istari para ajudar os povos da Terra-média contra Sauron. Contudo, ele não cumpriu a sua missão, preferindo proteger a flora e a fauna da Terra-média.

- Diz-se que Melian é parente de Yavanna, mas ela não é tida como uma donzela da "Rainha da Terra". Em vez disso, serviu Vána, irmã de Yavanna, e Estë.